# 威廉·巴克豪斯
威廉·巴克豪斯（德語：Wilhelm Backhaus，1884年3月26日—1969年7月5日），德国钢琴家，以演绎贝多芬、勃拉姆斯等浪漫主义作曲家的作品出名，被公认为二十世纪杰出的室内乐演奏家。

## 生平
巴克豪斯出生于莱比锡，1891年起随阿洛伊斯·雷肯多夫学习钢琴，1894至1899年间于莱比锡音乐学院继续师从雷肯多夫，同时和萨洛蒙·雅达松学习作曲，后来还师从欧根·达尔伯特及亚历山大·席洛悌。
巴克豪斯十二岁时开始公开演出，1900年于伦敦首次在海外举办音乐会。1905年，他在巴黎获得安东·鲁宾斯坦音乐比赛钢琴第一名，巴托克·贝拉屈居第二。巴克豪斯曾执教于英国皇家北方音乐学院（1905－1906年）、德国松德斯豪森宫廷音乐学院（1905－1908年）、美国柯蒂斯音乐学院（1925－1926年）。1930年，巴克豪斯携妻子移居瑞士卢加诺附近的小镇比奥焦，一年后成为瑞士公民，同时继续在德国参与艺术活动。
1930年5月，巴克豪斯结识了刚刚掌权的希特勒，并于同年成为纳粹旗下德国艺术家协会的主席团顾问。1936年德国国会选举时，巴克豪斯在音乐杂志上撰文表示：“没有人像阿道夫·希特勒那样挚爱德国艺术，尤其是德国音乐……”不久巴克豪斯被希特勒亲自授予教授称号，还受邀参加纽伦堡党代会，1938年成为“帝国文化院”成员。
巴克豪斯被视为演绎贝多芬以及勃拉姆斯的专家，具有极其出色的移调能力，《泰晤士报》在他身后的讣告中记载了这样的轶事：巴克豪斯在排练格里格a小调钢琴协奏曲时发现钢琴调低了半个音，于是就直接改用降b小调继续演奏。巴克豪斯一生曾到很多地方演出，七十年的演出生涯共计达五千场音乐会——1921年在布宜诺斯艾利斯，巴克豪斯在不到三个星期的时间内开了17场音乐会。
1969年6月，巴克豪斯到奥地利菲拉赫举办了两场音乐会，数日后在当地去世，安葬于科隆梅拉滕公墓。

## 作品節選

### 商業錄音
巴克豪斯是第一批留下录音的钢琴家之一，他1909年演奏的格里格钢琴协奏曲，是唱片技术发明以来首次完整录制协奏曲作品。巴克豪斯还是首位录制肖邦练习曲全集的钢琴家，其演奏平稳而轻松，气定神闲地克服了重重技巧上的难关，这个1927年的录音至今被奉为经典。
巴克豪斯演奏风格清楚、朴实、客观，在理性分析的同时也充满了感情。其录音代表作是迪卡唱片公司两次出版的32首贝多芬奏鸣曲全集，第一个单声道版本录制于50年代初，1958年立体声技术出现后，巴克豪斯以七十余高龄再次一展精湛技术，遗憾去世时仅剩第29首未完成。钢琴家史蒂芬·寇瓦谢维契说，巴克豪斯是唯一真正理解贝多芬第29首奏鸣曲的钢琴家。以下，節錄部分的錄音作品：
- (CD). 20世紀偉大鋼琴家（英语：Great Pianists of the 20th Century） 8. Philips Classics. 1998. 456 718-2.

## 外部連結
- 威廉·巴克豪斯的Discogs页面（英文）